# Симферопольское музыкальное училище имени П. И. Чайковского
Государственное бюджетное профессиональное образовательное учреждение Республики Крым «Симферопольское музыкальное училище имени П. И. Чайковского» — учебное заведение среднего профессионального образования. Открыто в 1910 году при Российском музыкальном обществе. Является центром академического, профессионального музыкального искусства Крыма. Аккредитовано по специальности 5.020205 «Музыкальное искусство». 23 апреля 2010 года училище отметило столетний юбилей.

## История
В 1909—1912 годах известный композитор С. В. Рахманинов принимал участие в деятельности Российского музыкального издательства С. А. Кусевицкого, был вице-президентом Императорского Русского музыкального общества. В этот период в губерниях открывались отделения Русского музыкального общества. В качестве инспектора Русского музыкального общества Рахманинов присутствовал на открытиях отделений. В 1910 году в Симферополе было открыто отделение Русского музыкального общества. В 1911 году в музыкальном техникуме обучалось около 100 детей.
В первые годы техникум возглавлял преподаватель класса виолончели Петр Федоров, класс теории и гармонии вел ученик Н. Римского-Корсакова композитор И. И. Чернов. Многие преподаватели и учащиеся играли в самодеятельном симфоническом оркестре, который стал центром музыкальной культуры Симферополя. Выступали знаменитые дирижёры: В. Сук, Н. Малько, Л. Штейнберг, пианисты с мировым именем — В. С. Горовиц, Э. Петри, скрипачи Н. Мильштейн, М. Эрденко, Д. Ф. Ойстрах. В оркестре играл И. О. Дунаевский.
В 1937 году музыкальный техникум был переименован в Симферопольское музыкальное училище. А через три года ему присвоили имя П. И. Чайковского.
В послевоенное время коллектив составили преподаватели, которые вернулись с фронта: П. Шольц, Л. Хейфец-Поляковский, Е. Евпак, А. Каплун, Т. Зиновенко, В. Кравченко, С. Коган, А. Титов, Н. Жорняк, В. Теплов. Более тридцати лет заведовала фортепианным отделением И. Брискина.
В начале семидесятых стартует строительство большого трехэтажного здания и концертного зала. В этой стройке принимали участие сами педагоги и студенты. В 1978 году было закончено строительство современного здания.

## Преподавательский состав
Более 150 преподавателей, из которых 33 имеют почётные звания, около 70 % — высшую педагогическую категорию, звания «Старший преподаватель», «Преподаватель-методист».

## Известные выпускники
Композиторы М. И. Чулаки, Г. М. Калинкович, А. С. Караманов, Г. Г. Шендерёв, С. Р. Зубковский, А. Лебедев, Г. Л. Успенский, Т. Г. Ростимашенко (Сакаева), Ю. В. Берёзова, заслуженный артист РСФСР В. А. Бунчиков, А. Л. Стасевич, А. А. Федотов, Е. П. Капитонов, музыковеды В. Бобровский, М. Валит, М. Гурджи, Заслуженный деятель искусств Украины В. А. Хромченко (органист и органостроитель), заслуженный артист Российской Федерации Д. Г. Белинский, заслуженный работник культуры Российской Федерации, народный артист Карачаево-Черкесской Республики С. Н. Тарасов, Джамала (Сусана Джамаладинова, оперная и джазовая певица), заслуженная артистка Российской Федерации В. В. Легкоступова.